# Fjällig myrtrast
Fjällig myrtrast (Chamaeza turdina) är en fågel i familjen myrtrastar inom ordningen tättingar.

## Utbredning och systematik
Fjällig myrtrast delas in i två underarter:
- C. t. turdina – förekommer i Anderna i Colombia (övre Magdalena- och mellersta Caucadalarna)
- C. t. chionogaster – förekommer i bergstrakter i norra Venezuela

## Status och hot
Arten har ett stort utbredningsområde, men tros minska i antal, dock inte tillräckligt kraftigt för att den ska betraktas som hotad. Internationella naturvårdsunionen IUCN listar arten som livskraftig (LC).